# جينيفيف تشابيل
جينيفيف تشابيل (بالإنجليزية: Genevieve Chappell)‏ هي عارضة أمريكية، ولدت في 18 أكتوبر 1972 في آناهايم في الولايات المتحدة.